# Satomi Noda
Satomi Noda (野田聪美 Noda Satomi) is een personage uit de film Battle Royale. Ze wordt gespeeld door actrice Sayaka Kamiya.

## Voor Battle Royale
Satomi was een derdeklasser van de fictieve Shiroiwa Junior High School. Ze was erg intelligent en werkte parttime als model. Veel mensen in de klas vonden haar frigide.

## Battle Royale
Satomi was een van de meiden die met Yukie Utsumi mee in de vuurtoren vluchtten. Ze nam gedurende korte tijd overal de leiding over. Nadat Yuko Sakaki Shuya Nanahara probeert te vergiftigen, vergiftigt ze per ongeluk Yuka Nakagawa. Alle meiden raken in paniek. Satomi vermoedt dat er een verrader is en vermoordt vervolgens Chisato Matsui, Yukie Utsumi en Haruka Tanizawa. Yuko laat ze leven, omdat ze haar niet verdenkt. Ze werd vermoord door Haruka, die nog een laatste schot op haar loste voordat ze zelf stierf.